# Мірошниченко Петро Олександрович
Петро́ Олекса́ндрович Мірошниче́нко (1985—2014) — солдат Збройних сил України, учасник російсько-української війни.

## Життєпис
Народився 1985 року в місті Біла Церква. З травня того ж року із батьками мешкав в смт смт Гончарівське. Батько, Мірошниченко Олександр Петрович — військовослужбовець; мама, Мірошниченко Ніна Семенівна — фармацевт. 2002 року закінчив Гончарівську гімназію, протягом 2003—2004 років проходив строкову військову службу в лавах Збройних Сил України — 169-й навчальний центр. Закінчив 2005-го Чернігівський кооперативний технікум за спеціальністю бухгалтер. Працював різноробочим.
Мобілізований 19 березня 2014-го, командир танка 1-го танкового взводу 4-ї танкової роти, 1-ша танкова бригада. З літа 2014 року брав участь у боях на сході України. Загинув 13 серпня 2014 року при обстрілі з БМ-21 підрозділів бригади поблизу села Новоганнівка Луганської області.
Похований у Гончарівському 18 серпня 2014 року. Без Петра лишились батьки та брат Олександр.

## Нагороди і вшанування
- 31 жовтня 2014 року за особисту мужність і героїзм, виявлені у захисті державного суверенітету та територіальної цілісності України, вірність військовій присязі під час російсько-української війни, відзначений — нагороджений орденом «За мужність» III ступеня (посмертно).
- відзнака Президента України «За участь в антитерористичній операції» (посмертно).
- Вшановується 13 серпня на щоденному ранковому церемоніалі вшанування українських захисників, які загинули цього дня у різні роки внаслідок російської збройної агресії[3].
- Його портрет розміщений на меморіалі «Стіна пам'яті полеглих за Україну» у Києві: секція 2, ряд 5, місце 29.
- нагрудний знак «За оборону Луганського аеропорту» (посмертно)
- його ім'я викарбуване на меморіальній дошці, встановленій у жовтні 2016 року на будівлі Чернігівського кооперативного технікуму в пам'ять про випускників.
- 2017 року на честь Петра Мірошниченка та загиблих воїнів 1-ї танкової Сіверської бригади в Гончарівському встановлений меморіальний знак.
- нагрудний знак 1-ї окремої танкової Сіверської бригади (посмертно).
- нагороджений почесною відзнакою Чернігівської обласної ради «За мужність і вірність Україні» (квітень 2021; посмертно).